# Coline Mattel
Coline Mattel (3 november 1995) is een Franse schansspringster. Ze vertegenwoordigde haar vaderland op de Olympische Winterspelen 2014 in Sotsji.

## Carrière
Mattel maakte op 11-jarige leeftijd haar debuut in de Continentalcup, op dat moment het hoogste wedstrijdcircuit in het schansspringen voor vrouwen. In Liberec nam ze deel aan de wereldkampioenschappen schansspringen 2009 waarbij ze op de vijfde plaats eindigde.
Op de wereldkampioenschappen schansspringen 2011 in Oslo veroverde Mattel de bronzen medaille. Op 9 december 2012 boekte ze in Sotsji haar eerste wereldbekerzege, een zege die ze moest delen met de Oostenrijkse Daniela Iraschko.

## Resultaten

### Olympische Spelen
| Jaar | Plaats | Resultaten |
| ---- | ------ | ---------- |
| 2014 | Sotsji | HS106      |

### Wereldkampioenschappen
| Jaar | Plaats        | Resultaten                     |
| ---- | ------------- | ------------------------------ |
| 2009 | Liberec       | 5e HS100                       |
| 2011 | Oslo          | HS106                          |
| 2013 | Val di Fiemme | 4e HS106 5e HS106 gemengd team |
| 2015 | Falun         | 27e HS100                      |

### Wereldbeker
Eindklasseringen
| Seizoen   | Algm  |
| --------- | ----- |
| 2011/2012 | 10e   |
| 2012/2013 | Brons |
| 2013/2014 | 8e    |
| 2014/2015 | 22e   |
| 2015/2016 | 33e   |
| 2016/2017 | 32e   |

Wereldbekerzeges
| Datum           | Plaats  | Schans |
| --------------- | ------- | ------ |
| 9 december 2012 | Sotsji  | HS106  |
| 2 februari 2013 | Sapporo | HS100  |

### Continentalcup
Eindklasseringen
| Seizoen   | Algm   |
| --------- | ------ |
| 2008/2009 | 26e    |
| 2009/2010 | 14e    |
| 2010/2011 | Zilver |
| 2011/2012 | 13e    |
| 2013/2014 | 6e     |
| 2014/2015 | 8e     |

Continentalcupzeges
| Datum            | Plaats       | Schans |
| ---------------- | ------------ | ------ |
| 19 december 2010 | Notodden     | HS98   |
| 12 januari 2011  | Hinterzarten | HS108  |
| 15 januari 2011  | Braunlage    | HS100  |
| 16 januari 2011  | Braunlage    | HS100  |
| 12 februari 2011 | Zakopane     | HS94   |
| 13 februari 2011 | Zakopane     | HS94   |
| 19 juli 2011     | Szczyrk      | HS106  |
| 13 augustus 2011 | Bischofsgrün | HS74   |
| 14 augustus 2011 | Bischofsgrün | HS74   |